# Amebiasis
La amebiasis, amibiasis o entamoebosis es una enfermedad parasitaria producida por las amebas Entamoeba histolytica, Entamoeba dispar y Entamoeba moshkovskii, protozoos rizópodos muy extendidos en climas cálidos y tropicales. Se alojan generalmente en el intestino grueso. Pueden invadir la mucosa intestinal produciendo ulceraciones y diseminarse hacia otros órganos.
El parásito se adquiere por lo general en su forma quística a través de la ingestión oral de alimentos o líquidos contaminados. Cuando invade el intestino, puede producir disentería.

## Historia
En el año 1850, en Lambal, se sospechó la etiología parasitaria al describir el caso de un niño con disentería en cuya materia fecal demostró la presencia de un protozoo que emitía seudópodos.
La primera descripción de la amebiasis data del año 1875, y fue hecha por el médico ruso Fedor Lösch. El caso que describió se trataba de un granjero que atendió en su clínica de San Petersburgo que presentaba un cuadro de disentería crónica. Al realizar el análisis de las heces, Lösch encontró gran cantidad de amebas a la que denominó Amoeba coli. Sin embargo, Lösch no consideró que dichos protozoos fueran los causantes de la enfermedad.
Robert Koch y Esteban Kartulis estudiaron la enfermedad casi simultáneamente en Egipto (1886), encontrando amebas en las úlceras intestinales de afectados de disentería y en las lesiones de hígado de fallecidos de absceso hepático.
Hlava en Praga (1887), Osler (1890), Councilman y Henri A. Lafleur en Baltimore (1891) demostraron con pruebas clínicas y anatomopatológicas que la ameba era el agente causante de este tipo específico de disentería. En la monografía que Councilman y Lafleur publicaron sobre la patología de la amebiasis introdujeron por primera vez los términos médicos de disentería amebiana y de absceso hepático amebiano.
Posteriormente, en 1891, fue descrita por Councilman y Lafleur.

## Epidemiología
La amebiasis constituye la tercera causa de muerte entre las enfermedades parasitarias, después de la malaria y la esquistosomiasis.
Entre un 10 a un 20 % de la población mundial se considera infectada, y un 10 % de este grupo presenta la enfermedad, la cual tiene una tasa de letalidad de entre un 0,1 a 0,25 %. De esta forma, se le atribuyen 40 000 a 100 000 muertes al año. La enfermedad está ampliamente distribuida en el mundo y su prevalencia es mayor en áreas con saneamiento ambiental deficiente.
A nivel mundial, anualmente se reportan alrededor de 500 millones de personas infectadas con este parásito. De estas, un 10 % presenta síntomas clínicos, ya sea intestinales (80 a 98 %) o extraintestinales (2 al 20 %).
El intervalo de la prevalencia es de 1 a 40 % en América Central y del Sur, Asia y África y de 0,2 a 10,8 % en países industrializados. En México, Brasil, Nicaragua y Ecuador, se han observado porcentajes de infección con E. histolytica de 0 a 13,8 % y de E. dispar de 7,5 a 2,8 %. En Bangladés, se demostró una incidencia de amebiasis por E. histolytica de 39 % de los niños estudiados durante un año, de los cuales 10 % desarrolló diarrea y 3 % disentería.
Otras fuentes indican que en Latinoamérica, la mayor endemia se da en México, país cuyas cifras de infección llegan a un 75 %, seguido de Colombia con un 45-60 %, y Chile con un 18-20 %. Estudios epidemiológicos en diferentes regiones del mundo han señalado con mayores porcentajes de morbilidad y mortalidad en México, India y países de África.
Aquellas personas que padecen de alcoholismo crónico, diabetes mellitus, embarazo, consumen corticoides o poseen un estado inmunodeprimido tienen un mayor riesgo de padecer una enfermedad grave. 

## Etiología
El parásito que provoca la enfermedad (E. histolytica) es un protozoo unicelular que habita las criptas del ciego y del colon ascendente, donde el contenido fecal es líquido. Solo algunas variedades de la E. histolytica son patógenas. Se conocen dos amebas morfológicamente idénticas a E. histolytica, que son la E. dispar y la E. moshkovskii, que también pueden contribuir al desarrollo de la enfermedad.
La infección por E. histolytica se transmite a través de agua, alimentos y manos contaminadas con los quistes, donde los manipuladores de alimentos y los vectores mecánicos son posibles fuentes de infección. La relación sexual oro-anal ha sido reconocida como un modo de transmisión.
Los quistes de la ameba son los que transmiten la enfermedad, puesto que los trofozoítos son destruidos en el estómago. Estos quistes son resistentes a la cloración del agua y a la congelación, pero son destruidos a temperaturas sobre los 60 °C por dos minutos. La transmisión es fundamentalmente por la ruta fecal oral a través de alimentos manipulados o regados con aguas residuales. Después de la ingestión de los quistes, la cápsula se digiere en el intestino delgado liberando cuatro trofozoítos móviles. Estos trofozoítos se alojan en las criptas del ciego y el intestino grueso inmersos en líquido con abundantes bacterias necesarias para su supervivencia. Si el contenido intestinal se vuelve más sólido, el parásito entra en un estado prequístico seguido del enquistamiento.

## Patogenia
La E. Histolytica se comporta habitualmente como comensal, siendo su infección asintomática en el 90 % de los casos. La susceptibilidad a la infección y su desarrollo están influenciados por factores dependientes del huésped, del parásito y del ambiente. La desnutrición aumenta la susceptibilidad. También existe una predisposición genética a desarrollarla.
La E. Histolytica posee una potente actividad citotóxica de la que vendría su capacidad para destruir los tejidos a través de la adherencia a las células blanco, la apoptosis y la proteólisis de la matriz extracelular de las células. Sin embargo, otros factores que contribuyen en la destrucción celular son:
1. Una lectina del parásito media su unión con la galactosa y la N-Acetilgalactosamina de las células blanco, lo cual es crítico en la adherencia y citotoxicidad del parásito.
2. Los amebaporos que inducen la formación de poros en liposomas sintéticos, pero se desconocen sus funciones específicas.
3. Las cisteín-proteasas que actúan sobre varios sustratos de las células del huésped.
4. Las proteínas de la membrana que son efectores potenciales.[2]

## Cuadro clínico
De cada 10 personas a las que se les detecta el parásito, una de ellas desarrollará síntomas, los cuales pueden variar desde unas pequeñas diarreas hasta casos más graves. La enfermedad desarrolla dos fases:
- Fase aguda: es la más grave, y puede durar de semanas a meses. El enfermo presenta fuertes dolores abdominales y heces sanguinolentas.
- Fase crónica: puede durar años, y si no se trata puede llevar a la muerte. En este caso, se alternan diarreas leves con estreñimiento.

Si la enfermedad se agrava, se pueden producir complicaciones, tales como perforaciones del intestino o amebiasis cutánea (úlceras alrededor del ano cuando la disentería amebiana es muy intensa) o puede conducir a la formación de abscesos en el hígado, los pulmones, y con menos frecuencia en el corazón; en casos raros puede incluso alcanzar y lesionar el cerebro.

## Diagnóstico

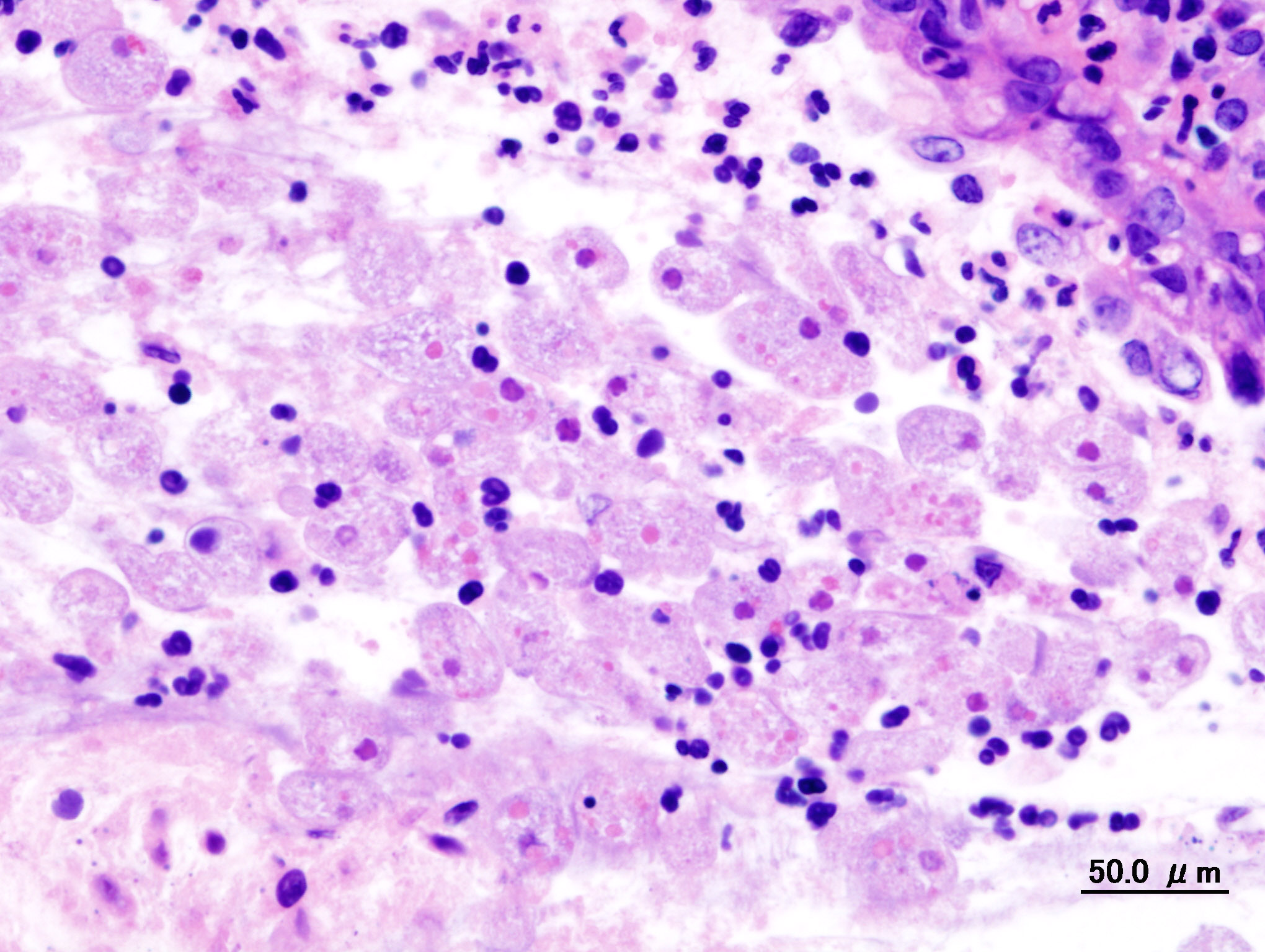
Disentería amebiana en biopsia de colon.

Las infecciones humanas asintomáticas son usualmente diagnosticadas con la demostración directa de los quistes del parásito en las heces. Existen métodos de flotación y sedimentación que permiten recobrar los quistes de la materia fecal y con el uso de coloraciones se permite la visualización de los elementos parasitarios en el examen microscópico. Debido a que los quistes no son expulsados continuamente, puede ser necesario realizar un mínimo de 3 muestras para su determinación. En las infecciones sintomáticas, la forma vegetativa o trofozoíto puede ser observada en las heces frescas.
Los exámenes serológicos existen y la mayoría de los individuos resultarán positivos para la presencia de anticuerpos, tengan o no sintomatología. Los niveles de anticuerpos resultan mayores en pacientes con abscesos hepáticos. La serología empieza a ser positiva unas dos semanas después de la infección inicial.
Los procedimientos más recientes incluyen una prueba que detecta la presencia de proteínas amebianas en las heces, y otra que demuestra la presencia de ADN de la ameba en heces. Son pruebas costosas, por lo que no son de amplia distribución.

### Microscopía
La microscopía sigue siendo el método de diagnóstico de la amebiasis más usado en el mundo. Sin embargo, carece de la sensibilidad, precisión y exactitud de otros exámenes disponibles. Es importante poder distinguir entre un quiste de E. histolytica y el de otros protozoos intestinales no patógenos, tales como la Entamoeba coli, por razón de la similitud de sus apariencias físicas bajo el microscopio. Los quistes de la E. histolytica tienen un máximo de cuatro núcleos, mientras que el comensal Entamoeba coli, puede tener hasta ocho núcleos. Adicional a ello, el endosoma de la E. histolytica tiene localización céntrica, mientras que es lateral en la Entamoeba coli. Finalmente, los cuerpos cromatoides en la E. histolytica son esféricas, y alargadas en la Entamoeba coli.
Otras especies como Entamoeba dispar y E. moshkovskii, que son también comensales, son mucho más difíciles de distinguir bajo el microscopio, de una E. histolytica. Debido a que la Entamoeba dispar es más prevalente que la E. histolytica, en la mayoría de los casos, a nivel mundial, se les diagnostica erradamente como una infección de E. histolytica. La OMS recomienda que las infecciones diagnosticadas solo por el uso del microscopio, no deberían ser tratadas si son pacientes asintomáticos y cuando no haya otra razón de peso para sospechar que la infección de hecho sea E. histolytica.

## Tratamiento
Las infecciones de E. histolytica ocurren tanto en el intestino y (en individuos con síntomas) en el tejido intestinal y/o hepático. El tratamiento para la infección amebiana intestinal asintomática en las regiones no endémicas, se basa en los medicamentos que tienen acción amebicida en el lumen del intestino, como el furoato de diloxanida, el iodoquinol, la paramomicina. En la infección moderada o severa y en la infección extraintestinal se utiliza el metronidazol (o tinidazol) más un amebicida luminal. En el tratamiento del absceso hepático amebiano se utiliza el metronidazol (krodex f) y en casos raros en que falla esta terapia se adiciona cloroquina al tratamiento.

## Profilaxis
Como medidas preventivas, destacan:
- Evitar la manipulación de aguas fecales
- Tratamiento de aguas con cloro y sistemas de filtrado para la eliminación correcta de aguas residuales.
- Higiene personal y alimenticia: lavarse las manos antes de comer, cocinar, etc.
- Las prácticas sexuales anales, deben retrasarse hasta una completa recuperación.